# Estación Manuel B. Gonnet
Manuel Bernardo Gonnet, Manuel B. Gonnet o simplemente Gonnet es una estación ferroviaria de la localidad homónima, partido de La Plata, Provincia de Buenos Aires, Argentina.

## Servicios
Es una estación intermedia del servicio eléctrico metropolitano de la Línea General Roca desde la Estación Plaza Constitución a la estación La Plata.

## Historia
Fue establecida en 1889 con el nombre de Adolfo Alsina por el Ferrocarril Oeste de Buenos Aires, compañía de propiedad de la provincia, como parte del ramal entre Tolosa y la estación Pereyra del Ferrocarril Buenos Aires al Puerto de la Ensenada. En 1890 pasó a ser parte de la red del Ferrocarril del Sud, que adquirió la mayor parte de las instalaciones del FCO en el área de La Plata. En 1931 se cambió su denominación a la actual, en homenaje a Manuel Bernardo Gonnet, jurista y ministro de Obras Públicas de la provincia durante las gobernaciones de Carlos D'Amico y Máximo Paz, fallecido en 1927. Al nacionalizarse los ferrocarriles en 1946 y reestructurarse el sistema ferroviario, formó parte de la red del Ferrocarril General Roca.

## Ubicación
Está ubicada en la intersección de la avenida Camino Parque Centenario con las calles 501 y 502. Desde el lado oeste, los accesos están localizados en el cruce del Camino Centenario con la calle 501, mientras que desde el lado este es a través del Parque Boveri adyacente a la estación. La República de los Niños y las instalaciones del Club Universitario de La Plata y La Plata Rugby Club se encuentran próximas a la estación.

## Infraestructura
Posee dos andenes para el servicio metropolitano, recientemente elevados para compatibilizarse con el servicio eléctrico.

## Diagrama
| Plataforma Norte |                                                                    |
| Vía 1            | Trenes a La Plata provenientes de Constitución (próxima City Bell) |
| Vía 2            | Trenes a Constitución provenientes de La Plata (próxima Ringuelet) |
| Plataforma Sur   |                                                                    |

## Galería

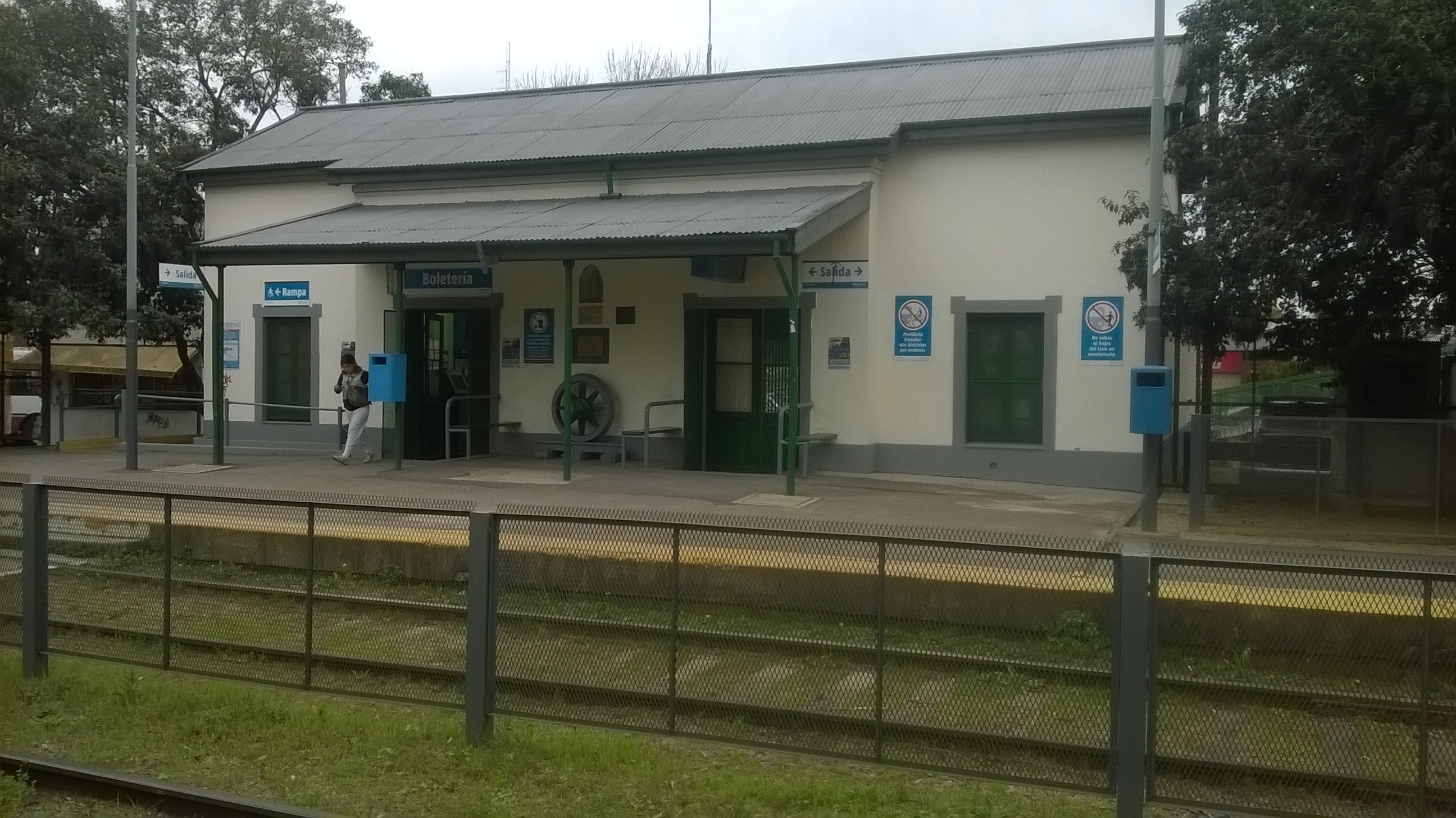
Boletería y andén sentido a Plaza Constitución, antes de la elevación de los andenes
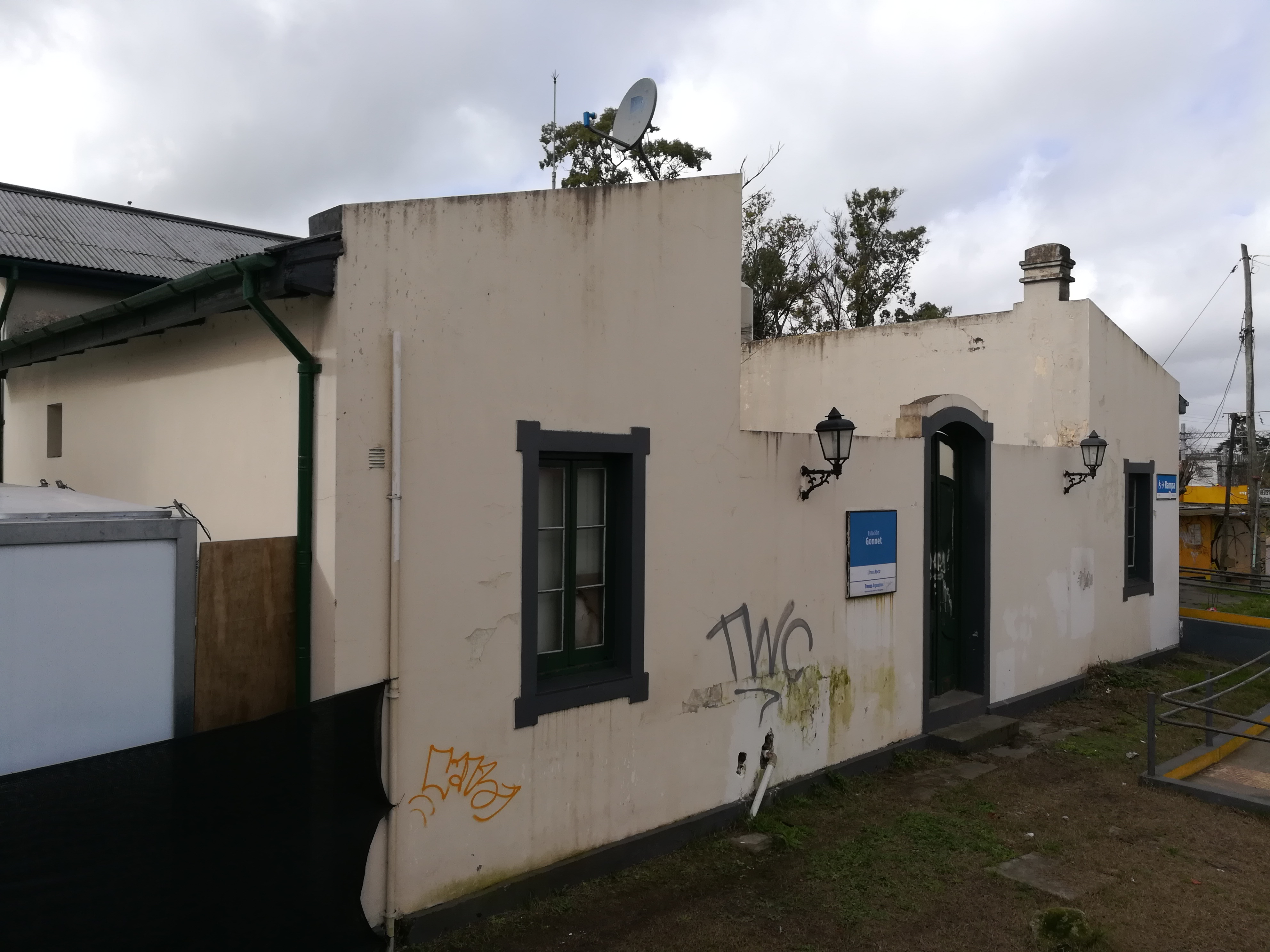
Edificio de la estación visto desde el Camino Centenario